# 拉弗爾 (緬因州)
拉弗爾（英語：Lovell）是一個位於美國緬因州牛津縣的鎮。

## 人口
根據2020年美國人口普查的數據，拉弗爾的面積為124.03平方千米，當中陸地面積為111.76平方千米，而水域面積為12.27平方千米。當地共有人口1104人，而人口密度為每平方千米9人。